# دهكدة (كوه بنج)
دهکدة (بالفارسية: دهکده) هي قرية تقع في إيران في البلدة المركزية. يقدر عدد سكانها بـ 168 نسمة بحسب إحصاء 2016.